# Ermita de Sant Onofre (Montserrat)
L'Ermita de Sant Onofre és una ermita situada a la zona de Tebes, al massís de Montserrat. És a tocar de l'ermita de Sant Joan, una mica més cap al nord-est, cent metres més avall es troba l'ermita de Santa Magdalena.
Segons el Monasticon hispanicum va ser erigida per l'abat Pedro de Burgos (1512-1536), al final del segle xv l'abat García Jiménez de Cisneros (1499-1510) la va restaurar i es va mantenir dreta fins que va ser destruïda per l'exèrcit francès el 1812. Actualment, les restes es troben en un bon estat de conservació, apreciant-se els murs, els passos, les cisternes d'aigua i les antigues escales d'accés. A l'ermita de Sant Onofre s'ha construït un afegit modern que és en ús.
Actualment, per arribar-hi s'ha d'agafar un ample camí que neix al Pla de les Taràntules. El camí es troba en bon estat, i en permet l'accessibilitat a tothom. S'han recuperat les antigues escales d'accés i un tram de les que pujaven a Santa Magdalena, actualment està enganxada a l'ermita de Sant Joan, des de la qual s'hi pot accedir. Des del Monestir s'hi arriba en uns trenta minuts. Antigament, a l'ermita de Sant Onofre no era possible accedir-hi a cavall, i per arribar hi havia un camí amb escales part de les quals estaven excavades en roca, després s'havia de creuar un pont de fusta que penjava sobre un precipici. Com que estava situada al vessant d'una muntanya, gaudia d'una bona vista panoràmica del pla. L'ermita estava unida a la de Sant Joan per una passarel·la i per una petita finestra, ja que estaven molt a prop. S'hi accedia per un pont des d'una escala, continuació de l'escala de Jacob provinent de l'ermita de Santa Magdalena.
En aquesta ermita hi visqué l'arquebisbe de Tarbes el 1790, després d'exiliar-se amb motiu de la Revolució Francesa. L'any 2004, amb l'enderroc de les restes de l'antic restaurant de sant Joan quedaren visibles les restes de l'ermita. Durant el període 2005-2006 es recuperaren les escales que permeten accedir a l'ermita des del camí de sant Joan.